# Lijst van videobewerkingsprogramma's
Met behulp van videobewerkingsprogramma's kunnen video's bewerkt worden. Eerst worden de videobestanden vanaf de videocamera/geheugenkaart gekopieerd naar de computer (dit kan door eventueel gebruik te maken van een USB- of FireWire-kabel, een kaartlezer of een draadloze verbinding). Daarna kan met het programma de video bewerkt worden door scènes weg te laten of effecten en muziek toe te voegen. Als laatste stap is het mogelijk er een videobestand van te maken. Smartphones en tablets kunnen ook worden gebruikt voor het opnemen en monteren van video. De bedrijven die onderstaande montagesoftware leveren hebben vaak ook een mobiele app van hun montagesoftware beschikbaar. 
Op deze pagina vindt u een lijst van videobewerkingsprogramma's en videoconverters die een artikel hebben op Wikipedia.

## Betaalde video-editors

### Windows, Mac, Linux en Unix
- FORscene (Java op Windows, Mac, BSD, Linux, Solaris en Unix)

### Windows en Mac
- Avid Xpress DV/Pro/Media Composer
- Clesh
- Adobe Premiere
- Davinci Resolve

### Windows
- AVIedit
- AV Stumpfl - Wings
- Magix Video Deluxe
- Pinnacle Studio
- Vegas Pro

### Mac
- Autodesk Smoke
- Apple Final Cut Pro
- iMovie

## Betaalde videoconverters
Met videoconverters kunnen videobestanden omgezet worden naar een ander videoformaat.

### Mac
- Apple Compressor

## Gratis video-editors

### Windows
- Windows Live Movie Maker - Microsoft
- GoPro Studio - Hero - GoPro
- Expression Encoder - Microsoft
- Debut Video Capture Software - NCH Software

### Mac
- GoPro Studio - Hero - GoPro

## Opensource-editors

### Windows, Mac en Linux
- Avidemux
- Blender
- CineFX
- Kdenlive
- Olive
- OpenShot
- Shotcut
- VLMC

### Linux
- Cinelerra
- Kino
- LiVES
- Novacut
- PiTiVi

## Opensource-videoconverters

### Windows, Mac en Linux
- FFmpeg
- MP4Box
- MediaCoder (Mac en Linux via Wine)

### Windows, Mac, Linux en Unix
- MEncoder

### Windows
- VirtualDub